# Schterna-Gletscher
Der Schterna-Gletscher (bulgarisch ледник Щерна lednik Schterna) ist ein 3,6 km langer und 2,2 km breiter Gletscher auf Liège Island im Palmer-Archipel vor der Westküste der Antarktischen Halbinsel. Er fließt nordöstlich des Sigmen-Gletschers von den nördlichen Hängen der Brugmann Mountains in nördlicher Richtung zur Boisguehenneuc Bay.
Britische Wissenschaftler kartierten ihn 1978. Die bulgarische Kommission für Antarktische Geographische Namen benannte ihn 2013 nach der Ortschaft Schterna im Süden Bulgariens.